# Юлиан Еберхард
Юлиан Еберхард (на немски: Julian Eberhard) е австрийски биатлонист. Роден е в австрийския град Заалфелден. Има по-голям брат, който също е биатлонист – Тобиас Еберхард.

## Кариера

### Юношеска кариера
Юлиан започва да се занимава с биатлон на 10-годишна възраст. През 2004 той се състезава на международни юношески първенства. Първото му добро постижение е на Световното първенство по биатлон за младежи през 2005 в Контиолахти – 16-и в спринта и 14-и в преследването. През 2006 в Преск Айл завършва 7-и в индивидуалното. В последния си сезон при младежите той завършва 22-ри на спринта на световното в Мартел, а на европейското в Банско остава 16-и на индивидуалното, 13-и в спринта, 14-и в преследването, а на щафетата, в отбор със Свен Грьосегер, Андреас Целзер и Доминик Ландертингер, взима сребърен медал.

### Световна купа при мъжете
Той прави дебюта си за Световната купа през 2006 в спринта в Хохфилцен, където завършва 57-и. След това не се състезава често на ниво Световна купа. През сезон 2007/08, той прави няколко класирания в топ 10 на ниво Европейска купа. До 2008/09 се състезава предимно в по-ниските нива на биатлона. От този сезон той започва по-често да участва в Световната купа. Първите му точки идват още в Хохфилцен, завършвайки 36-и в спринта, а на преследването се изкачва до 31-во място. Седмица по-късно той пак влиза в точките в спринта, но този път се класира 29-и. На Европейското първенство по биатлон 2009 той се класира 34-ти на спринта, 11-и на индивидуалното. В щафетата в отбор с брат си, Свен Грьосегери и Андреас Швабл, се класира 5-и. През сезон 2010/11 той успява да запише най-добрите си класирания за Световната купа, завършвайки 20-и на спринта и 18-и на преследването в Преск Айл. После във Форт Кент записва и първото си класиране в топ 10 – 10-и на спринта.
Не се състезава на ниво Световна купа до сезон 2015/16, когато се класира 7-и в спринта в Хохфилцен, а по-късно през сезона се качва и на 4-то място на спринта в Кенмор. Първият подиум, който е и първата му победа, идва на спринта в Ханти-Мансийск, където печели само със секунда преднина пред Симон Шемп, първа австрийска победа в спринт от 2001, когато Кристоф Шуман печели в Осърблие. В последвалото преследване в Ханти той допуска цели 8 грешки, но благодарение на много силно ски бягане (което той показва всяко състезание) завършва 18-и.
През сезон 2016/2017 прогресът му продължава. Започва с 5-о място в спринта в Йостерсунд, допускайки 2 грешки. На преследването се свлича надолу след 6 пропуска до 28-о място. В Поклюка на спринта остава извън точките, но в преследването прави 3 пропуска и се изкачва до 21-во място. В Нове Место прави две класирания в топ 15 – 9-и в спринта и 13-и в преследването. А на следващата спирка от Световната купа, в Оберхоф, той взима втората си победа на ниво Световна купа, изпреварвайки с една грешка и 10 секунди втория Михал Шлезингър. След 8 грешки в преследването той отново се смъква до края на топ 20. Третото му класиране на подиум идва след чиста стрелба в спринта в Руполдинг, където остава втори след Мартен Фуркад.

## Индивидуални победи
| Сезон                                            | Дата          | Място          | Дисциплина   | Ниво                     |
| ------------------------------------------------ | ------------- | -------------- | ------------ | ------------------------ |
| Световна купа по биатлон 2015/16 1 победа (1 Сп) | 18 март 2015  | Ханти-Мансийск | 10 км Спринт | Световна купа по биатлон |
| Световна купа по биатлон 2016/17 1 победа (1 Сп) | 5 януари 2016 | Оберхоф        | 10 км Спринт | Световна купа по биатлон |